# Chaintrix-Bierges

Chaintrix-Bierges este o comună în departamentul Marne, Franța. În 2009 avea o populație de 275 de locuitori.